# Astrobunus spinosus
Astrobunus spinosus is een hooiwagen uit de familie van de Sclerosomatidae. De wetenschappelijke naam van Astrobunus spinosus gaat terug op Johann Friedrich Wilhelm Herbst.